# 九月の四分の一
『九月の四分の一』（くがつのよんぶんのいち、quatre septembre）は、大崎善生による日本の短編青春恋愛小説。
青春期の喪失と終焉をテーマとした全4編が収録されており、全編とも出版・文筆業に携わる男性の一人称で語られる。本作の数年後に同じく新潮社から刊行された『ドイツイエロー、あるいは広場の記憶』は女性の一人称で語られる短編集であり、本作と対をなす作品である。

## 収録作品
- 報われざるエリシオのために（『小説新潮』〈新潮社〉2002年3月号）
- ケンジントンに捧げる花束（『小説現代』〈講談社〉2002年5月号）
- 悲しくて翼もなくて（『小説新潮』2002年6月号）
- 九月の四分の一（『小説新潮』2002年12月号）

## 各話あらすじ

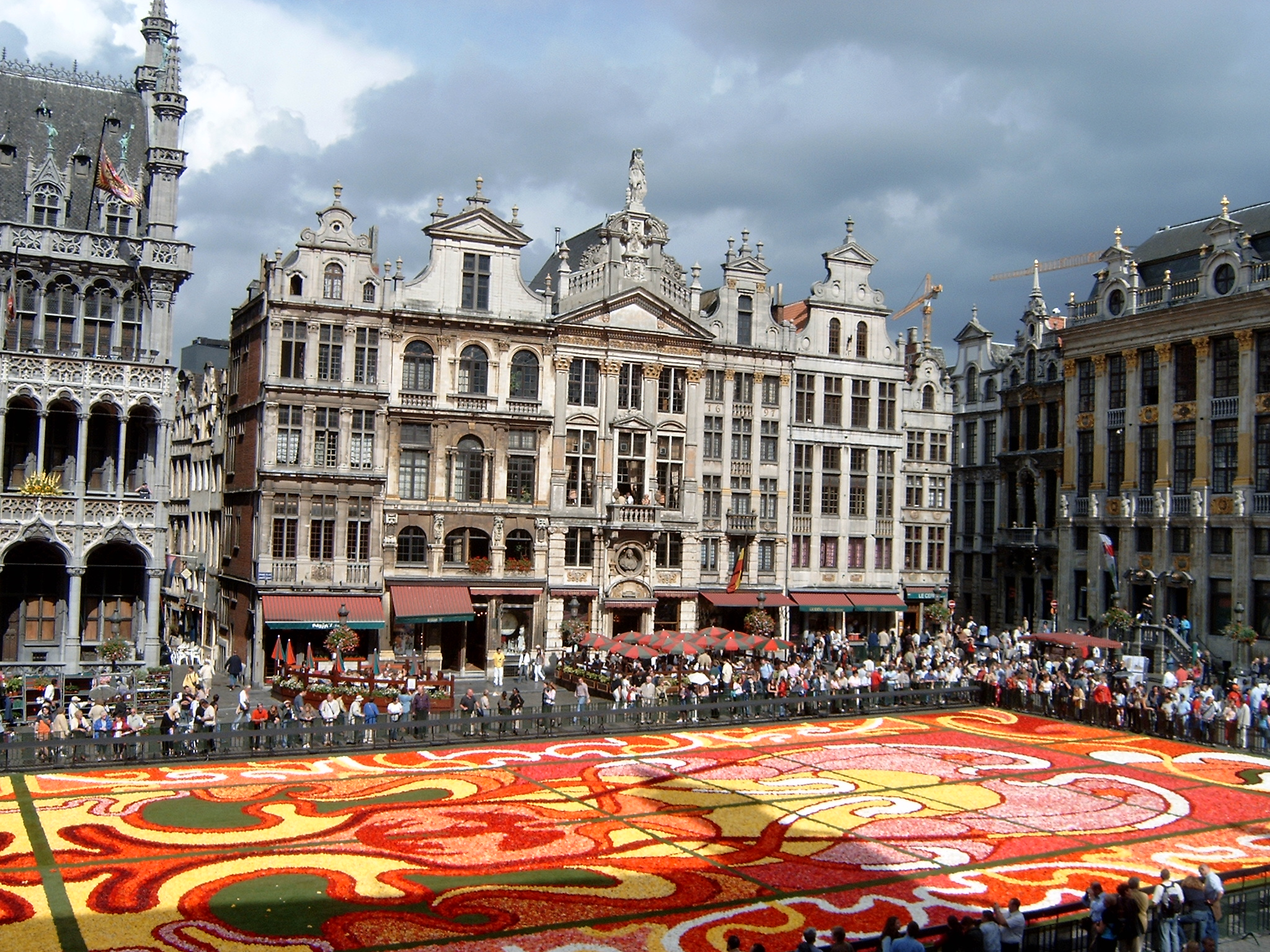
グランプラス

報われざるエリシオのために
舞台：箱根
大学のサークルでチェスに出会い、その研究に没頭した僕と、僕の親友・武井の恋人で箱根の美術館の学芸員の頼子。広告代理店に就職し順調にエリートコースを歩む武井は頼子と結婚し、僕は留年を繰り返しながら、アルバイトを経て出版社に職を得る。
数年後、僕は学芸員を続けていた頼子に誘われ美術館を訪れる。頼子は、前の週まで展示されていたという“報われざるエリシオのために”という男の裸体のブロンズ彫刻に抱いた想いについて話し始める。
ケンジントンに捧げる花束
舞台：イギリス・ケンジントン
2000年1月18日、10年間に渡って編集長を務めた雑誌『将棋ファン』を辞めるまで残り数日、イギリスの老女からエアメールが届く。手紙には、前月に亡くなった樺太生まれの夫・吉田宗八が10年前から『将棋ファン』を定期購読しており、晩年の人生に楽しみを与えてくれたことへの感謝の意が記されていた。
自分がやってきたことを確認したいという思いから一人でイギリスを訪れることを決め、エアメールの差出人・ジェーンを訪ねる。彼女から夫・宗八との若き頃の密やかな恋、戦争によって日本を捨てた彼が『将棋ファン』と出会ったきっかけを聞く。
悲しくて翼もなくて
舞台：札幌、東京
ロックファンの僕は友人たちとレッド・ツェッペリンのコピーバンドを結成し、ライブイベントにもそこそこ人が入る人気バンドになった。ある日僕は、公園でギターを弾きながらツェッペリンの歌を歌う少女を見かけ、後日、彼女が高校の後輩・真美と分かる。東京の大学に進学した僕はバンド活動を続け、真美に学祭のライブのボーカルをやってもらい、彼女のおかげでライブは大成功し、彼女は地元・札幌でも有名な歌手となる。だが、彼女は25歳になってすぐ突然引退してしまう。
九月の四分の一
舞台：ベルギー・ブリュッセル、フランス・パリ
小さい頃から小説家になる夢を抱き続けた僕だったが、「書くことがない、書けない」という現実を前に挫折し、家電量販店に就職する。居心地の良い職場だったが、ある日雑誌で見かけたブリュッセルのグランプラスという広場の写真に魅了され、仕事を辞め単身ベルギーへ向かう。真夜中のグランプラスで大の字になっていた僕は日本人旅行者の奈緒と出会い、恋に落ちるが、数日間を共に過ごした後、彼女は「九月四日で会いましょう」とメモを残して消えてしまう。そして13年後、僕は再びベルギーにいた。